# Permanent Vacation 3x5
Permanent Vacation 3x5 es un vídeo (VHS) que destaca vídeos musicales  de la banda de Hard rock estadounidense  Aerosmith de su álbum Permanent Vacation. Fue lanzado en 1988. Esto incluye entre bastidores el metraje de la fabricación de aquellos vídeos.

## Lista de canciones
1. "Dude (Looks Like a Lady)"
2. "Angel"
3. "Rag Doll"

## Miembros de la banda
- Tom Hamilton
- Joey Kramer
- Joe Perry
- Steven Tyler
- Brad Whitford

- Datos: Q821032